# Człon opóźniający
Człon opóźniający – w automatyce to człon, który na wyjściu daje sygnał {\displaystyle y(t)} będący powtórzeniem sygnału wejściowego {\displaystyle x(t)} opóźnionym o stałą wartość {\displaystyle T}:
{\displaystyle y(t)=k\cdot x(t-T),\quad T\in \mathbb {R^{+}} .}
Poddanie powyższego związku obustronnej transformacji Laplace’a daje związek pomiędzy transformatami obu sygnałów:
{\displaystyle Y(s)=k\ e^{-sT}\ X(s).}
Stąd transmitancja członu opóźniającego ma postać:
{\displaystyle G(s)=Y(s)/X(s)=ke^{-sT},\quad T\in \mathbb {R^{+}} ,}
gdzie stała {\displaystyle T} jest czasem opóźnienia.
Odpowiedź impulsowa:
{\displaystyle g(t)=k\cdot \delta (t-T).}
Charakterystyka skokowa członu opóźniającego wynosi:
- w dziedzinie operatorowej:

{\displaystyle H(s)=G(s)\cdot \left({\frac {1}{s}}\right)=k{\frac {e^{-sT}}{s}},}
- w dziedzinie czasu:

{\displaystyle h(t)=k\cdot \mathbf {1} (t-T).}
Charakterystyka amplitudowo-fazowa:
{\displaystyle G(j\omega )=ke^{-j\omega T}.}
Charakterystyka fazowa:
{\displaystyle \phi (\omega )=-\omega T.}